# Dagens Nyheter Galan 2013
Navigation
Édition précédente Édition suivante
Le Dagens Nyheter Galan 2013 ou DN Galan 2013 est la 46e édition du Dagens Nyheter Galan qui a eu lieu le 22 août 2013 au Stade olympique de Stockholm, en Suède. Il constitue la douzième étape de la Ligue de diamant 2013.

## Résultats

### Hommes
| Épreuve          | Vainqueur                          | Second                        | Troisième                            |
| ---------------- | ---------------------------------- | ----------------------------- | ------------------------------------ |
| 200 m            | Serhiy Smelyk 20 s 54 (PB)         | Jaysuma Saidy Ndure 20 s 58   | Rasheed Dwyer 20 s 64                |
| 400 m            | LaShawn Merritt 44 s 69            | Luguelín Santos 45 s 25       | Pavel Maslák 45 s 33                 |
| 1 500 m          | Ayanleh Souleiman 3 min 33 s 59    | Silas Kiplagat 3 min 33 s 92  | Nixon Kiplimo Chepseba 3 min 34 s 05 |
| 110 m haies      | David Oliver 13 s 21               | Sergueï Choubenkov 13 s 35    | William Sharman 13 s 36              |
| 3 000 m steeple  | Hillary Kipsang Yego 8 min 09 s 81 | Gilbert Kirui 8 min 11 s 55   | Conseslus Kipruto 8 min 12 s 35      |
| Saut en longueur | Aleksandr Menkov 8,18 m            | Godfrey Khotso Mokoena 8,06 m | Eusebio Cáceres 8,00 m               |
| Lancer du disque | Piotr Małachowski 65,86 m          | Ehsan Hadadi 63,64 m          | Martin Wierig 63,20 m                |

### Femmes
| Épreuve           | Vainqueur                        | Seconde                          | Troisième                       |
| ----------------- | -------------------------------- | -------------------------------- | ------------------------------- |
| 100 m             | Kerron Stewart 11 s 24           | Alexandria Anderson 11 s 25      | Barbara Pierre 11 s 29          |
| 800 m             | Eunice Sum 1 min 58 s 84         | Alysia Montaño 1 min 58 s 96     | Malika Akkaoui 1 min 59 s 74    |
| 3 000 m           | Meseret Defar 8 min 30 s 29 (WL) | Mercy Cherono 8 min 31 s 23 (PB) | Sifan Hassan 8 min 32 s 53 (PB) |
| 400 m haies       | Zuzana Hejnová 53 s 70 (MR)      | Kaliese Spencer 54 s 88 (PB)     | Dalilah Muhammad 55 s 74 (SB)   |
| Saut en hauteur   | Svetlana Shkolina 1,98 m         | Anna Chicherova 1,98 m           | Mariya Kuchina 1,94 m           |
| Saut à la perche  | Silke Spiegelburg 4,69 m         | Yarisley Silva 4,59 m            | Fabiana Murer 4,59 m            |
| Triple saut       | Caterine Ibargüen 14,61 m        | Olha Saladukha 14,07 m           | Hanna Knyazyeva 13,95 m         |
| Lancer du poids   | Valerie Adams 20,30 m            | Christina Schwanitz 19,26 m      | Michelle Carter 18,56 m         |
| Lancer du javelot | Mariya Abakumova 68,59 m (MR)    | Linda Stahl 63,75 m              | Christina Obergföll 62,36 m     |

## Légende
Records et Performances
- AR : Record continental (area record)
- CR : Record des championnats (championship record)
- MR : Record du meeting (meet record)
- NR : Record national (national record)
- OR : Record olympique (olympic record)
- PR : Record paralympique (paralympic record)
- PB : Record personnel (personal best)
- SB : Meilleure performance personnelle de la saison (season's best)
- WL : Meilleure performance mondiale de l'année (world leader)
- WJR : Record du monde junior (world junior record)
- WR : Record du monde (world record)

Circonstances et Conditions
- DNF : N'a pas terminé (did not finish)
- DNS : N'a pas pris le départ (did not start)
- DQ : Disqualification (disqualification)
- NM : Aucun essai valable enregistré (No Mark)
- Q : Qualifié « directement » au prochain tour (ou à la prochaine compétition), lors d'une compétition majeure, grâce au classement ou à la réalisation des minima (automatic qualifier)
- q : Qualifié au prochain tour (ou à la prochaine compétition), lors d'une compétition majeure, grâce au repêchage ou à la réalisation de l'une des meilleures performances parmi celles des « non qualifiés directement » (grâce au meilleur temps ou à la meilleure distance par exemple) (secondary qualifier)